# Taejong av Joseon
Taejong av Joseon, född 1367, död 1418, var en koreansk monark. Han var kung av Korea mellan 1400 och 1418.